# 1513

## Události
- 7. červenec – blahořečen František z Pauly
- vstup (polo)kantonů Appenzell Ausserrhoden a Appenzell Innerrhoden do Švýcarské federace
- Martin Luther začíná kázat
- Bednáři litoměřičtí zahájili stávku, která však ztroskotala. Původce stávky byl vyhnán z města. Ostatní mistři byli přinuceni podepsat revers, že se něco podobného nebude již nikdy opakovat, jinak že propadnou trestu 100 kop grošů míšeňských, začaž se muselo zaručiti 12 nejzámožnějších bednářů.

### Probíhající události
- 1508–1516 – Válka ligy z Cambrai
- 1510–1514 – Hvarské povstání
- 1512–1517 – Pátý lateránský koncil

## Vědy a umění
- začíná vycházet Komplutenská polyglota
- Niccolò Machiavelli napsal Vladaře (vyšel 1532) a začal psát Rozpravy nad prvními deseti knihami Tita Livia (dopsány 1519, vydány 1531)
- vznikla mapa Piriho Reise

## Narození
- 3. března – Tahmásp I., perský šáh z dynastie Safíovců († 14. května 1576)
- 24. září – Kateřina Sasko-Lauenburská, švédská královna († 23. září 1535)
- ? – Elizabeth Seymour, pravděpodobné datum
- ? – Džíva Gósvámí, indický básník a filosof († 1598)
- ? – Jiří Hartman I. z Lichtenštejna, kníže († 12. července 1562)

## Úmrtí
Česko
- 3. listopadu – Augustin Olomoucký, český spisovatel (* 1467)
- 4. listopadu – Oldřich III. z Rožmberka, český šlechtic (* 17. ledna 1471)

Svět
- 20. února – Jan I. Dánský, dánský, norský a švédský král (* 2. února 1455)
- 21. února – Julius II., papež
- 13. března – Şehzade Korkut, syn osmanského sultána Bajezida II. (* 1467 nebo 1469)
- 9. září – Jakub IV. Skotský, král skotský (* 17. března 1473)

## Objevy
- 25. září španělský mořeplavec Vasco Núñez de Balboa překročil panamskou šíji a jako první Evropan spatřil Tichý oceán .

## Hlavy států
- České království – Vladislav Jagellonský
- Svatá říše římská – Maxmilián I.
- Papež – Julius II. – Lev X.
- Anglické království – Jindřich VIII. Tudor
- Francouzské království – Ludvík XII.
- Polské království – Zikmund I. Starý
- Uherské království – Vladislav Jagellonský
- Litevské knížectví – Zikmund I. Starý
- Moskevská Rus – Vasilij III.
- Perská říše – Ismail I.